# 모차렐라
모차렐라(이탈리아어: mozzarella) 또는 모짜렐라는 이탈리아에서 유래한 치즈의 종류로 본래 물소(학명: Bubalus arnee)의 젖으로 만들지만, 요즘에는 대부분 젖소의 젖인 우유로 만든다. 모차렐라는 피자를 만드는 데 사용하거나 토마토, 바질을 곁들인 샐러드 카프레세를 만드는 데에도 사용한다.
모차렐라는 흰색 고체이지만 젤리처럼 말랑말랑하다. 특히 뜨거워지면 실처럼 길게 늘어난다. 대중적으로는 피자에 넣는 치즈로 유명하여, 대한민국에서는 피자치즈로 알려져 있기도 하다. 파스타 종류에도 널리 쓰이며, 잘게 잘라 샐러드에 넣기도 한다.

## 종류
서양에서 모차렐라는 보통 공 모양으로 말아서, 80g에서 100g(지름 약 6cm) 단위로 포장하고, 큰 것은 1kg 단위(지름 약 12cm)로도 포장한다. 보통 소금물이나 유청 속에 넣어서 보관하며, 시트르산이 첨가될 때도 있다.
모차렐라 디 부팔라 캄파나(이탈리아어: Mozzarella di Bufala Campana)는 원래의 물소 젖으로 만드는 모차렐라 치즈로, 캄파니아주에서 유래한다.
피오르 디 라테(이탈리아어: fior di latte, fiordilatte)는 젖소 젖으로 만든 치즈로, 물소 젖으로 만든 것과 구별하기 위해 쓰는 이름이다.
익게 되면 약간 마르며 치즈는 더 쪼그라들어, 라사냐와 같이 오븐에서 굽는 요리에 쓰인다.
훈제 모차렐라도 있는데 이를 아푸미카타(이탈리아어: affumicata)라고 부르며, 습기가 없이 포장된다.

## 생산 방법
응고된 우유에 레닛(응고 효소)을 첨가하고 5시간정도 발효시킨 뒤, 틀에 넣고 95도의 물에 가라앉혀 휘저어 고무와 같은 탄력을 얻게 한다. 이후 섞고 반죽하기를 반복하여 윤기나는 부드러운 덩어리처럼 만든 뒤 가닥을 뽑아 찬물에 담그면 모차렐라 치즈가 된다.

## 영양분
100g 모차렐라(완전 우유 기준)의 영양분은 다음과 같다:
| 요소       | 1250 kJ / 300 kcal |
| 단백질     | 22 g               |
| 지방       | 22 g               |
| 탄수화물   | 2.2 g              |
| 당류       | 1.0 g              |
| 칼슘, Ca   | 500 mg             |
| 인, P      | 350 mg             |
| 포타슘, K  | 76 mg              |
| 나트륨, Na | 630 mg             |

## 같이 보기
- 치즈
- 카프레세
- 피자